# 콘찰리
콘찰리(스페인어: Conchalí)는 칠레 산티아고 수도주 산티아고 현의 코무나이다.